# Тёрнер, Джон
Джон Не́йпир Уи́ндем Тёрнер (англ. John Napier Wyndham Turner; 7 июня 1929, Ричмонд, Суррей, Великобритания — 18 сентября 2020, Торонто, Канада) — канадский государственный и политический деятель. Непродолжительное время в 1984 году занимал пост премьер-министра страны.

## Биография
Отец, Леонард Тёрнер, умер, когда Джону было 3 года, воспитывался матерью и отчимом, Франком Маккензи Россом (1891—1971).
Окончил факультет политических наук Университета Британской Колумбии (Ванкувер), учился в Оксфордском (Великобритания) и Парижском (Франция) университетах. Магистр гуманитарных наук, бакалавр гражданского права.
1962—1993 годы — депутат Палаты общин федерального парламента Канады.
С 14 мая 1963 года по 8 сентября 1965 года — парламентский секретарь Министра по делам Севера и национальных ресурсов.
С 18 декабря 1965 года по 3 апреля 1967 года — Министр без портфеля.
С 4 апреля по 20 декабря 1967 года — Генеральный регистратор Канады (начальник службы регистрации актов гражданского состояния)
С 21 декабря 1967 года по 5 июля 1968 года — Министр по делам потребителей и корпораций.
С 20 апреля по 5 июля 1968 года — Генеральный солиситор Канады.
6 июля 1968 года — 27 января 1972 года — Министр юстиции и Генеральный прокурор Канады.
28 января 1972 года — 9 сентября 1975 года — Министр финансов Канады.
С 30 апреля по 4 ноября 1984 года — Премьер-министр Канады.
С 16 июня 1984 года по 22 июня 1990 год — лидер Либеральной партии Канады.
С 17 сентября 1984 года по 7 февраля 1990 года — лидер официальной оппозиции в Палате общин Канады.
Джон Тёрнер умер в возрасте 91 года 19 сентября 2020 года.

## Награды
- Компаньон ордена Канады
- Золотая медаль Королевского канадского географического общества